# Croton cristalensis
Espèce
Classification APG III (2009)
Croton cristalensis est une espèce de plantes à fleurs du genre Croton et de la famille des Euphorbiaceae originaire de Cuba (de la Sierra del Cristal).

## Synonyme
- Moacroton cristalensis (Urb.) Croizat  (Nom longtemps accepté comme valide.)